# Глины (деревня)
Глины — деревня в Устюженском районе Вологодской области.
Входит в состав Лентьевского сельского поселения (с 1 января 2006 года по 11 января 2007 года входила в Моденское сельское поселение), с точки зрения административно-территориального деления — в Моденский сельсовет.
Расположена на левом берегу реки Молога напротив деревни Красино. Расстояние до районного центра Устюжны по автодороге — 45 км, до центра муниципального образования деревни Лентьево по прямой — 23 км. Ближайшие населённые пункты — Зимник, Колоколец, Староречье.
По переписи 2002 года население — 33 человека (15 мужчин, 18 женщин). Всё население — русские.